# The Image Has Cracked
The Image Has Cracked è il primo album del gruppo punk inglese Alternative TV, pubblicato nel 1978 da Get Back Records. Nel 2001 l'etichetta Import Records ne ha pubblicato una ristampa con varie bonus track.

## Il disco
Dal punto di vista musicale è l'album degli ATV più vicino al punk rock, ma contiene già alcuni elementi sperimentali, che verranno estremizzati nel successivo Vibing Up the Senile Man. Sono presenti ad esempio influenze noise e reggae e c'è un largo utilizzo di sintetizzatori. Inoltre è presente una cover di una traccia semisconosciuta di Frank Zappa, Why Don't You Do Me Right?.
Un altro elemento che discosta l'album dalla maggior parte dei dischi punk è la presenza di Alternatives, registrazione di un concerto degli ATV in cui il cantante Perry consegnò il microfono al pubblico, incoraggiandolo a parlare. Questa parziale diversità degli ATV rispetto ai gruppi punk è stata rilevata anche da All Music Guide, che colloca l'album a metà tra i The Fall e le semplici canzoni a tre corde del punk.

## Tracce
1. Alternatives - 9:42
2. Action Time Vision - 2:32
3. Why Don't You Do Me Right? - 3:11
4. Good Times - 2:32
5. Still Life - 5:21
6. Viva la Rock 'N' Roll - 4:18
7. Nasty Little Lonely - 6:21
8. Red - 2:03
9. Splitting in Two - 5:11

### Bonus track (ristampa2001)[4]
1. Love Lies Limp - 3:07
2. Life - 2:07
3. How Much Longer? - 2:38
4. You Bastard - 1:22
5. Another Coke - 5:27
6. Life After Life - 2:10
7. Life After Dub - 2:41
8. The Force Is Blind - 3:47
9. Lost in a Room - 4:56
10. How Much Longer? - 2:38
11. You Bastard - 1:19

## Crediti[5]
- Mark Perry - voce, chitarra elettrica
- Dennis Burns - basso
- Tyrone Thomas - basso
- Chris Bennet - batteria